# 桑娅·理查兹
桑娅·理查兹（英語：Sanya Richards，1985年2月26日—），生于牙买加金斯敦，美国女子田径运动员。她曾获得2008年北京奥运女子400米季军和2012年伦敦奥运女子400米冠军。

## 外部連結
- 桑娅·理查兹在的頁面